# Chrysothrix palaeophila
Chrysothrix palaeophila är en lavart som beskrevs av Kantvilas & Elix. Chrysothrix palaeophila ingår i släktet Chrysothrix och familjen Chrysothricaceae.   Inga underarter finns listade i Catalogue of Life.